# Fantasy-Jahr 2002
Übersicht

◄◄ | ◄ | 1998 | 1999 | 2000 | 2001 | Fantasy-Jahr 2002 | 2003 | 2004 | 2005 | 2006 | ► | ►►

Weitere Ereignisse

## Ereignisse
- 16. Fantasy Filmfest 24. Juli – 21. August für jeweils eine Woche in den Städten Hamburg, Berlin, Köln, Frankfurt, Stuttgart und München